# José Carrascosa
José Carrascosa (La Grand-Combe, 30 de diciembre de 1950 – La Grand-Combe, 21 de enero de 2013) fue un futbolista profesional francés que jugaba en la demarcación de delantero.

## Carrera
José Carrascosa hizo un total de 14 partidos y un gol. En 1970, a la edad de 20 años, José fichó por el Olympique Alès, club en el que jugó durante 5 años en los cuales hizo un total de 11 apariciones, 10 de ellas saliendo como titular. Posteriormente en 1975, José fue traspasado al AS Saint-Priest, jugando un total de 5 años, en los que jugó 3 partidos, los cuales como titular. Nunca jugó en liga con el AS Saint-Priest, ya que los 3 partidos que jugó fueron en la Copa de Francia, marcando en uno de ellos el único gol de su carrera deportiva. Tras los cinco años que pasó en el club, se retiró del fútbol.
Fue en 2006 cuando volvió a los terrenos de juego, pero como entrenador del Olympique Alès, ascendiendo al equipo de la División de honor regional a la División de honor durante la temporada 2006-2007. Aunque posteriormente fue sustituido por Olivier Dall'Oglio, José volvió como entrenador del club junto a André Basil en la temporada 2009-2010. Además de entrenar al Alès, también entrenó al Saint-Christol-les-Ales y al Pont Bagnols.
Falleció el 21 de enero de 2013, a los 62 años de edad.

## Clubes
| Club            | País    | Año         |
| --------------- | ------- | ----------- |
| Olympique Alès  | Francia | 1970 - 1975 |
| AS Saint-Priest | Francia | 1975 - 1979 |